# Олтени (Прахова)
Олтени (рум. Olteni) насеље је у Румунији у округу Прахова у општини Теишани. Oпштина се налази на надморској висини од 484 m.

## Становништво
Према подацима из 2002. године у насељу је живело 754 становника, од којих су сви румунске националности.